# Litoria revelata
Litoria revelata (revealed tree frog o whirring tree frog) es una especie de anfibio anuro del género Litoria, de la familia Hylidae. 

## Distribución geográfica
Es originaria de Australia. Vive en tres lugares diferentes in Queensland y Nueva Gales del Sur, pero los científicos creen que pudieran ser especies diferentes.
El macho adulto mide de 2.6 a 2.8 cm de largo y la hembra 3.0 a 3.6 cm.
Vive en hábitats desde pantanos costeros hasta bosques montanos. Se puede distinguir de las ranas estrechamente relacionadas por los discos muy grandes en los extremos de los dedos de los pies y por su llamada de apareamiento, que es de 4 Hz.  Esta rana es de color marrón crema o marrón rojizo, con una franja desde el hocico hasta la axila a cada lado. A veces tiene manchas negras o piel anaranjada cerca de sus patas.
Los científicos sabían que esta rana existía al menos en la década de 1960, pero se describió formalmente por primera vez, lo que significa que los científicos escribieron el primer artículo formal sobre ella, en 1982.
Pone sus huevos en ague que no se mueve.
Esta rana no está en peligro, pero la gente daña su hábitat al cosechar árboles y pastar ganado cerca.